# Villa Vredehof (Harmelen)
Villa Vredehof is een monumentale villa gebouwd rond 1895, gelegen aan de Leidsestraatweg 35-37 in Harmelen.

## Beschrijving
De villa is omgeven door een fraai aangelegde tuin in landschappelijke stijl met een gebogen padenpatroon, grasperken en een aantal monumentale bomen waaronder een rode beuk, moeraseik, zwarte walnoot en linde. Aan de weg bevindt zich het smeedijzeren toegangshek met gietijzeren hekpeilers. Het hekwerk bevat de naam van de villa. 
De tussen de Leidsestraatweg en de Oude Rijn gelegen villa is opgetrokken op een samengestelde plattegrond. De gevels zijn uitgevoerd met gecementeerde sierbanden en lisenen op de hoeken. Het op het zuiden en oosten georiënteerde deel is L-vormig en bestaat uit twee haaks op elkaar staande bouwdelen onder zadeldak. De topgevels zijn uitgevoerd met opvallende bewerkte houten schoren. Tegen de noordzijde is een L-vormig bouwdeel gezet van 1 bouwlaag onder omlopend afgeplat schilddak. De gevels bevatten alle schuifvensters; de topgevels zijn symmetrisch ingedeeld en voorzien van een rond venster. Het dakvlak van het lagere bouwdeel bevat dakkapellen met kepervensters en wangen. De achtergevel aan de Oude Rijn is nagenoeg blind. In de noord- en zuidgevel bevinden zich entrees tot de woningen.
In de zuidelijke topgevel is een gedenksteen aangebracht met de tekst: WIE BEN IK HEERE HEERE / EN WAT IS MIJN HUIS/ DAT GIJ MIJ TOT HIER GEBRACHT HEEFT!. / 2 SAMUEL 7 VERS 18. Aan de noordzijde is een gedenksteen aangebracht met de tekst:EN HIJ RICHTE ALDAAR EEN ALTAAR OP, EN NOEMDE HET:DE GOD ISRAELS IS GOD. Gen:33.20
Rechts is tegen de zuidgevel een houten serre geplaatst met stucco-werk. In 2018 is aan de noordwestzijde in strak contrast met het monumentale pand een hedendaagse tuinkamer gerealiseerd met glas aan de oost, zuid- en westzijde en aan de noordzijde is de aanbouw bekleed met zink. Een glazen doorgang zorgt voor duidelijke knip tussen bestaand en nieuw zodat het monument beter tot zijn recht komt. 